# 兰花 (佛罗里达州)
兰花（英語：Orchid），是美国佛罗里达州印第安河縣下属的一座城镇。建立于1965年。面积约为4.8平方公里（约合1.8平方英里）。根据2010年美国人口普查，该市有人口415人。论人口在本州排行第375。